# 응우옌쭝쯕
응우옌쭝쯕(베트남어: Nguyễn Trung Trực / 阮忠直 완충직), 1839년~1868년 10월 27일)은 1860년대 베트남 남부 메콩 델타에서 프랑스 식민지 세력과 맞서 마을 민병대를 조직하고 이끌어 낸 베트남 어부였다. 그는 초기의 프랑스 침공 때부터 떤안(현재는 롱안 성의 일부)과 락자(현재 끼엔장 성의 일부)에서 사로잡혀 처형되었다.

## 프랑스의 침공
베트남의 식민지화 과정은 1858년 9월 프랑스 - 스페인 군대가 베트남 중부의 다낭에 상륙 하여 베트남의 황성인 후에로 진격을 시도하면서 시작되었다. 거친 저항을 부딪친 이후, 신속하게 방비가 더 허술한 남쪽으로 항해해 내려가 1895년 2월 사이공의 요새를 함락하고, 약탈과 파괴를 자행했다. 수뇌가 없는 패잔병 황군은 혼란스럽게 달아나기 바빴다. 그후 프랑스는 철수했지만, 1861년 베트남 영토를 요구하고 점유하는 더 심각한 대가를 요구했다. 그 해 2월, 프랑스는 끼호아 성을 공격하였고, 이틀 후에 성을 함락하고, 다량의 소형 무기, 대포와 식량을 빼앗았다. 책임자가 자살했기 때문에 끼호아에서 싸운 토착 지도자였던 쯔엉딘은 패잔병 황군을 휘하로 수습했다.
1861년, 고꽁 지역의 저항 지도자들은 딘에게 비엔호아를 방문하게 하여 황군 총사령 응우옌 바 응이(Nguyen Ba Nghi)에게 ‘상황을 반전시킬’ 허가를 요청했다. 딘의 병력은 창, 화창, 칼, 군도, 죽창과 검으로 무장하고, 필요에 따라 훈련을 시켰다. 쯕은 딘을 도와준 게릴라 지도자 중 한 사람이었다. 쯕의 무리는 떤안에 기반을 두고 있었다. 프랑스는 그들의 활동을 알고 있었고, 첩보 기록에 그를 ‘호감 있고, 지능적인 사람’이라고 불렀다.

## 전략
갈등의 초기 단계에서, 지방 민병은 프랑스에 의해 점령된 지역에서 백성들을 대피시키는 데 주력했다. 반면 머물기를 선택한 사람들에게는 유럽인들과 협조하지 말 것을 촉구했다. 고립된 프랑스 군병을 암살하기 위해 저격병이 점령 지역에 배치되었다. 고꽁의 민병은 1861년 6월까지 약 6,000명으로 늘어 났으며 프랑스 군은 싱가포르와 홍콩에 온 정크가 유럽제의 무기를 선적항 도착했다고 보고하기 시작했다. 민병은 대체로 지형에 익숙한 지식을 가지고 있었기 때문에 치고 빠지는 게릴라 전술과 마을 주민들의 지원으로 유럽 군대에 상당한 사상자를 발생시키기 시작했다. 민병들은 시골 주변에서 프랑스 군인들을 추적하면서 게릴라 활동으로 무방비 상태로 방치된 군 시설을 공격했다.
저항군의 주요 목표 중 하나는 남부 베트남의 관문이었던 촐롱으로 가는 쌀을 운송을 무력화시키는 것이었다. 그들은 지방 수로를 이용하는 로르차라고 불리는 프랑스 화물선을 포획하거나 파괴하였다. 1861년 11월 프랑스의 한 보고서는 프랑스 해군의 방호가 강력함에도 불구하고 해운이 심각하게 붕괴되고 있다고 지적했다. 해상 공격 중 가장 주목할 만한 것은 쯕이 1861년 12월 10일 녓따오 운하에서 화물선 레스페란스(L'Esperance)를 불태운 것이었다. 이들 전초기지는 북쪽의 락끼엔에서, 동쪽의 떤안, 남쪽에는 쟈타인에 설치되었다. 운하는 프랑스 운송망을 붕괴시킨다는 게릴라 활동의 목표이자, 대상이었다.

## 레스페란스 격침
녓따오 운하는 밤꼬 강의 동부와 서부 지점을 연결했다. 프랑스 인들은 밤꼬 강을 자주 이용하였다. 쌀을 재배하는 메콩강 삼각주의 미토 마을과 베트남 남부의 주요 도시와 상업의 중심지인 자딘성과 촐롱을 여행하기 위해 이곳을 자주 이용해야 했다. 녓따오 운하의 운송에 대한 전략적 중요성으로 인해 프랑스는 세 곳의 전초 기지를 가까이에 건설해야 했다.
레스페란스에 대한 공격은 떤안의 남서쪽에서 10km 떨어진 녓따오 마을에서 정오에 시작되었다. 오늘날 이곳은 롱안성의 반꼬 군에 사이에 있는 녓떤 마을의 위치이다. 쯕의 150명 병력들은 세 분대로 무리지어 나뉘었다. 호앙칵녀엉 휘하의 61명으로 구성된 첫 분대는 프랑스 군을 매복으로 끌어 들이기 위해 인근의 친 프랑스 마을 공격했다. 쯕은 보반꽝과 함께 59명의 병력과 두 번째 분대를 지휘했으며, 배를 불태우고, 격침시키는 임무였다. 호꽝과 응우옌 반 혹은 30명의 병력으로 세 번째 분대를 지휘했다. 그들의 목적은 프랑스 증원군을 방어하면서, 선박 공격을 돕는 것이었다.
녀엉의 분대가 마을을 공격한 후, 로르차의 사령관인 파르페 중위는 병력에게 인근 마을로 그들을 안내하도록 지시했다. 쌀 상인으로 위장한 쯕 분대는 여행허가 신청이라는 구실로 5척의 배를 타고 프랑스 선박에 접근했다. 배가 범위 안에 올 때, 쯕과 그의 병력은 칼이나 총검과 같은 무기를 들고 배를 승선하여 프랑스 선원과 베트남인 조수 20명을 죽였다. 너무 순식간에 일어난 공격이라서 승무원들은 증원군을 보내달라고 조난 신호조차 보내지 못했다. 프랑스 증원군을 차단하기로 했던 꽝과 혹이 지휘하던 30명의 병력은 물에 뛰어들어 도끼로 화물선에 구멍을 내고 불을 질렀다. 승무원 중 5명(프랑스인 2명, 필리핀인 3명)만이 3일 동안 물가 수풀에 숨어서 죽음을 피할 수 있었다.
파르페 중위는 돌아와서 주변 마을에 대한 보복을 시도했다. 그러나 마을 주민들은 그 사건에 대해 알고 있었고, 이미 대피해버렸기 때문에 프랑스 장교는 주택, 가축과 논만 태우고 파괴했다.
이 공격은 현지 베트남인들의 사기를 올렸고, 프랑스 해군과 싸울 수 있다는 믿음을 주었다. 투저우못에 있는 현지 조사관 그라몽은 “이 사건은 베트남들에게 커다란 인상을 남겼고, 그들은 이 사건을 운명의 전환점이라고 생각했다”고 밝혔다. 이 격침 사건은 뜨득 황제의 특별한 찬사를 받았는데, 그는 이 사건을 ‘가장 뛰어난’ 것으로 묘사했다. 이것은 황제에게 쯕을 하띠엔 성의 성주로 승진시키도록 촉구했다.

## 이후
그러나 전체 베트남 군사적 성과는 그다지 성공적이지 못했다. 1862년 6월 5일 조정의 전권 대사인 판탄지안과 다른 관리인 람두이히엡은 사이공 조약에 서명했다. 이 협약은 자딘성, 딘뜨엉성과 비엔호아성의 3개 남부 지방을 코친차이나가 프랑스 식민지가 되도록 할양했다.

## 최후
1868년 중반 쯕은 락자에 있는 끼엔장에서 프랑스 요새를 성공적으로 공격하여 프랑스가 설치한 지방의 단체장과 적병 30명을 죽였다. 그의 요새를 함락하여 되찾기 위해, 프랑스는 그의 어머니를 인질로 잡았다. 프랑스 군은 그후 요새의 통제를 되찾고 1868년 10월 27일에 쯕을 체포하여 처형했다.
저항군에게 사이공 조약을 존중하고, 남부에서 프랑스와의 전투를 멈추라고 명령을 했음에도 불구하고, 뜨득 황제는 쯕과 그의 병사들을 ‘정의롭다’고 칭송했다. 쯕의 처형 이후, 그는 다음과 같은 시를 지었다.
| “ | 그 어부는 얼마나 무서운가! 그의 위대한 재능은 모두에게 존경받았네! 백성과 왕의 공적들에 반대하여 녓따오 마을에서 프랑스 배를 태우고, 끼엔장에서 프랑스 성을 평정했구나! 나라를 위해 목숨을 걸겠다고 맹세했으니, 그의 기억은 천년 동안 보상받을 것이네. 그는 의기롭고, 충실한 사람들의 모범이라네. | ” |

쯕은 폭동을 막기 위해 뜨득의 명령에 따르지 않았지만, 황제는 여전히 그의 행위를 왕에 대한 충성으로 보았다.

## 유명한 인용구
| “ | 오직 베트남의 모든 풀이 뽑힌 후에야 침략자들과 싸울 베트남 사람이 없어질 것이다. | ” |

## 참고자료
- Chapuis, Oscar (2000). 《The last emperors of Vietnam: from Tu Duc to Bao Dai》. Westport, Connecticut: Greenwood Press. ISBN 0-313-31170-6.
- Karnow, Stanley (1997). 《Vietnam: A history》. New York: Penguin Books. ISBN 0-670-84218-4.
- Marr, David G. (1970). 《Vietnamese anticolonialism, 1885–1925》. Berkeley, California: University of California. ISBN 0-520-01813-3.
- McLeod, Mark (March 1993). “Truong Dinh and Vietnamese anti-colonialism, 1859–64: A Reappraisal”. 《Journal of Southeast Asian Studies》 (Singapore: Cambridge University Press) 24 (1): 88–106. doi:10.1017/S002246340000151X.
- Nguyen, Thanh Thi (1992). 《The French conquest of Cochinchina, 1858–1862》. Ann Arbor, Michigan: University Microfilms International.
- Truong Buu Lam (1967). 《Patterns of Vietnamese response to foreign intervention: 1858–1900》. Monograph Series No. 11. New Haven, Connecticut: Southeast Asia Studies Yale University.